# Emmanuel Frémiet
Emmanuel Frémiet, född den 6 december 1824 i Montrouge, död den 10 september 1910, var en fransk skulptör.
Frémiet växte upp i fattigdom, och kom tidigt i lära hos sin morbror François Rude, och debuterade redan 1843 som djurskulptör. Största delen av hans produktion upptas av djurframställningar, delvis monumentalt uppbyggda som den trumpetande elefanten utanför Palais du Trocadéro i Paris, delvis putslustigt humoristiska som satyrpojken med björnungarna i Luxembourgmuseet. Som skapare av ryttarstatyer har Frémiet gjort sitt namn berömt, främst genom Jeanne d'Arc på Rivoliplatsen i Paris, och den livfulla gruppen Sankt Georg och draken i Petit Palais ingångshall. Genom en skarp naturiakttagelse i förening med formkänsla med förkärlek för barockens linjespel förde Frémiet djurskulpturen ett gott stycke framåt och göt nytt liv i monumentalskulpturen.